# Krašići (Tivat, Crna Gora)
Krašići su naselje u Boki kotorskoj, u općini Tivat.

## Povijest
Krašići su do prije dvjestotinjak godina bili mjesto na obodu planine udaljeni oko 2 kilometara od mora. No s vremenom ostaju bez stanovnika. U isto vrijeme na obali mora niče ribarsko selo Francisković. Dobilo je ime po dubrovačkoj trgovačkoj obitelji iz tog kraja, a koja je trgovala na području Niša,Vranja i ostatka Južnog Pomoravlja. Dvije kćerke Franciškovića bile su udate za muške potomke obitelji Von lahmm. Stanovništvo Starih Krasića, ali i okolnih mjesta vremenom je naselilo Franciskoviće, tako da lokalno stanovništvo samo naselje počinje nazivati Krašići. Mnogi imućni trgovci, dubrovački plemići ili obični građani podizali su sebi i svojim obiteljima vile i kuće na obali mora, tijekom povijesti smjenjivalo se većinsko katoličko i pravoslavno stanovništvo. Krašići su u potresu 1667.godine baš kao i 1979. godine dosta stradali. Za vrijeme SFR Jugoslavije razvijaju se kao turističko mjesto što ostaju do danas.

## Stanovništvo

### Nacionalni sastav po popisu 2003.
- Crnogorci - 41
- Srbi - 37
- Hrvati - 31
- Neopredijeljeni - 25
- Ostali - 17

## Crkve u Krašićima
Crkve u Krašićima bile su sv. Nikola koja je bila pravoslana i sv. Mučenici na samoj obali Krašića koja je bila katolička.